# 大叶风吹楠
大叶风吹楠（学名：Horsfieldia kingii）为肉豆蔻科风吹楠属下的一个种。

## 扩展阅读
維基物種上的相關：大叶风吹楠